# Kurier Warszawski (czasopismo)
„Kurier Warszawski: miasto, architektura, sport, kultura, historia, nauka” – wydawany od 2006 roku bogato ilustrowany periodyk o tematyce warszawskiej.

## Profil periodyku
„Kurier Warszawski” stanowi nawiązanie do dawnego „Kurjera Warszawskiego” poprzez odtworzenie jego nazwy oraz miejskiego profilu tematycznego . Profil pisma obejmuje szeroko pojęte zagadnienia związane z Warszawą: jej dzieje, życie społeczne i kulturalne, procesy inwestycyjne, ochronę zabytków, funkcjonowanie władz lokalnych .
W każdym wydaniu publikowane są teksty poświęcone historii miasta i aktualnym wydarzeniom. Pismo prezentuje architekturę i kulturę Warszawy, sylwetki osób z nią związanych, porusza zagadnienia trudne i kontrowersyjne. Jako jedno z pierwszych opracowało tematykę nieprawidłowości przy procesach reprywatyzacyjnych, analizując wpływ umów międzynarodowych na zasadność roszczeń. Stałe miejsce zajmują artykuły dotyczące miejskich inwestycji, działań konserwatorskich, polityki samorządowej oraz zagadnień praktycznych, m.in. komunikacja, stan infrastruktury drogowej czy oferta kulinarna stolicy .
Odbiorcami magazynu są m.in. urzędnicy administracji miejskiej i wojewódzkiej, przedsiębiorcy, inwestorzy oraz przedstawiciele branż turystycznej i gastronomicznej .

## Dane bibliograficzne
„Kurier Warszawski: miasto, architektura, sport, kultura, historia, nauka: [miesięcznik mieszkańców stolicy]” ukazuje się od stycznia 2006 roku. Od numeru 4/2006 zrezygnowano z podtytułu. Od 2013 roku pismo było miesięcznikiem . Według stanu na 2018 rok magazyn ukazuje się nieregularnie , jest nieregularnikiem także według stanu na 2022 rok .
Pierwszym redaktorem naczelnym był Paweł Ludwicki . W 2010 roku część zespołu redakcyjnego odłączyła się, tworząc nowe pismo „Stołeczny Kurier Warszawski” . Od numeru 4/2016 nie wskazywano redaktora naczelnego. Od 2021 roku redaktorem naczelnym jest Agnieszka Skórska-Jarmusz .
Pierwszym wydawcą było wydawnictwo Migut Media w Warszawie. W ciągu kolejnych lat periodyk wydawany był przez takie podmioty: Grupa Biznesu Calmein (od numeru 5/2006), AJ-Prohaus (od numeru 1/2008), Paweł Ludwicki (od numeru 2/2010), MaPa (od numeru 1/2012), Wydawnictwo Warszawskie (od numeru 4/2016) .
ISSN czasopisma to 1896-6683 . ISSN 1507-5451, występujący na nim, odnosi się do „Ilustrowanego Kuriera Warszawskiego” . Wersja papierowa ma format A4, 297×210 mm. Drukowany jest na wysokiej klasy papierze kredowym, matowym, w pełnym kolorze. Nakład wynosi od 5 do 10 tys. egzemplarzy, a objętość od 68 do 104 stron .

## Dystrybucja
W 2024 roku „Kurier Warszawski” po przejęciu kolportażu przez firmę Itaka napotkał problemy z dystrybucją. Po utracie RUCH-u, który był kluczowym dostawcą, dostępność czasopismu znacznie się ograniczyła. Dystrybucją zajęły się trzy podmioty: Garmond Press (dostarczający prasę na poczty), PolPerfect (odpowiedzialny za Empiki, ale w upadłości) oraz Kolporter (opóźniony z powodu biurokracji). Problemy logistyczne, zamieszanie magazynowe i opóźnienia utrudniają regularne dostawy .
Czasopismo dostępne jest też w wersji elektronicznej 

## Autorzy
Wśród autorów „Kuriera Warszawskiego” wymienieni są m.in.:
- Aleksandra Sheybal-Rostek – radna m.st. Warszawy, z zespołem „Kuriera Warszawskiego” związana od 2014 roku.
- Lech Królikowski – współpracuje z „Kurierem Warszawskim” nieprzerwanie od momentu jego powstania w 2006 roku, zamieszczając teksty o charakterze historycznym.
- Maria Irena Kwiatkowska – historyk sztuki, współpracująca z redakcją od 2007 roku, swoje artykuły publikowała również pod nazwiskami Maria Irena Marczewska oraz Teresa Herzug.
- Paweł Elsztein (zm. w 2020 roku)
- Rafał Jabłoński – autor regularnych artykułów poświęconych dziejom stolicy, opartych na kwerendzie archiwalnej prasy.
- Waldemar Baraniewski[9]